# Terrorisme en 2015
Chronologie du terrorisme
- 2011
- 2012
- 2013
- 2014
- 2015
- 2016
- 2017
- 2018
- 2019

Malgré les différents attentats de l'État islamique dans différents pays occidentaux, l'année 2015 marque la première baisse du nombre d'attentats et de victimes depuis 2010. La coalition en Syrie et en Irak parvient à réduire la force de nuisance de certains groupes islamistes, engagés sur le terrain. En 2015, il y a eu 11 772 attaques terroristes qui ont provoqué 28 328 décès.
Dans le même temps, le nombre d'attaques dans l'Union européenne a augmenté entre 2014 et 2015. 212 attentats ou tentatives d'attentats se sont produits dans six États-membres.
Elles ont causé 155 morts : 149 en France, 3 en Suède, deux au Danemark et un en Grèce.
En 2015, le nombre d'attaques terroristes djihadistes a augmenté significativement dans l'Union européenne, passant de une à 17, dont 15 en France. Le nombre de personnes arrêtées dans l'UE était aux deux-tiers (63 %) des citoyens de l'UE. La majorité (58 % était née dans l'UE).

## Financement
En 2015, dans l'Union européenne, le terrorisme se finance avec les médias sociaux et le financement participatif.
Les réseaux financiers sont utilisés pour des besoins opérationnels ainsi que pour la propagande, le recrutement et le training.
Les fonds utilisés pour les besoins opérationnels financent les voyages, les achats d'armes et d'explosifs, des documents de fausse identité, des véhicules, de la communication, l’accommodation, et des besoins de la vie courante.
Certains groupes terroristes payent des salaires à ses membres et montent des fonds pour fournir un soutien financier de long terme pour les familles des détenus ou décédés.
Certaines petites cellules ont de faibles besoins financiers. Les combattants étrangers s'autofinancent, parfois avec leurs revenus d'employé, le support de leur famille ou de leurs amis, l'aide sociale ou des prêts bancaires.
La menace, le vol et la fraude à la carte bancaire sont aussi utilisés. Certains fonds sont réalisés avec des documents falsifiés, la vente d'une voiture ou la vente de biens contractorssicat.

## Communication
Dans l'Union européenne, la communication terroriste cherche avant tout à radicaliser la jeunesse, avec des messages voulant justifier la violence comme moyen d'achever des objectifs politiques ou pseudo-religieux.
En 2015, l’organisation État islamique utilise une propagande efficiente adaptée à chacune de ses audiences. Les terroristes exploitent les possibilités des communications sécurisées au travers du chiffrage mis à disposition par des sociétés qui assurent la confidentialité et la protection des données de leurs utilisateurs.

## Événements

### Janvier
- 1er janvier 2015 : Nigeria, Un kamikaze de Boko Haram sur une moto a conduit jusqu'aux portes d'une église chrétienne dans la ville du nord-est de la Gombe et a fait exploser sa ceinture d'explosifs alors que les fidèles étaient à l'intérieur à la messe du Nouvel An. Seul le kamikaze a été tué dans l'explosion tandis que huit personnes ont été admises à l'hôpital avec des degrés de blessures diverses[3].
- 2 janvier 2015 : Cameroun. Boko Haram attaque un bus dans la région de Waza et tue 15 personnes et blesse 10 personnes.
- 2 janvier 2015 : Nigeria. Un groupe de militants de Boko Haram est entré dans la ville de Malari, au Nigeria et a appelé les gens hors de leurs maisons à écouter un sermon. Ils ont ensuite sélectionné les garçons et les jeunes hommes du groupe de personnes et les ont enlevés.
- 3 janvier 2015 : Philippines. Un nombre indéterminé de Bangsamoro Freedom Fighters islamique (BIFF) insurgés ont lancé des attaques simultanées sur deux attaches militaires dans le Maguindanao et la province du Sultan Kudarat.
- 3 au 7 janvier 2015 : Nigeria : Massacre de Baga par le groupe Boko Haram faisant de 150 à plus de 2 000 morts[4].
- 5 janvier 2015 : Arabie saoudite. attentat suicide contre le poste frontière de Suweif, près d'Arar. Trois gardes sont tués. L'EI revendique l'attaque[5].
- 7 janvier 2015 : Yémen. attentat à la bombe contre une académie de police de Sanaa provoquant une tuerie : une quarantaine de postulants sont tués[6].
- 7 au 9 janvier 2015 : France. 3 attentats terroristes font 17 morts et 21 blessés dont 3 policiers ; les 3 terroristes ont été abattus. Les terroristes se sont revendiqués de AQPA et de l'EI[7].
  - 7 janvier 2015. Attentat contre Charlie Hebdo, faisant 12 morts et 11 blessés ;
  - 8 janvier 2015. Fusillade à Montrouge, faisant 1 mort et 1 blessé[8].
  - 9 janvier 2015 : Prise d'otages du magasin Hyper Cacher de la porte de Vincennes à Paris, faisant plusieurs otages[9] dont 4 morts et 6 blessés. L'auteur de l'acte terroriste est le même que celui de la fusillade à Montrouge ; il est mort dans l'assaut et deux blessés sont comptés dans les rangs du RAID et de la BRI[10].
- 10 janvier 2015 : Nigeria : Au moins 19 morts dans un attentat-suicide sur un marché  à Maiduguri; une fille de 10 ans portait la bombe sur elle. Probablement attentat perpétré par Boko Haram[11]
- 10 janvier 2015 : Nigeria : Un policier est tué par un kamikaze se faisant exploser dans sa voiture au cours d'un contrôle. Probablement un attentat perpétré par Boko Haram (à Potiskum, État de Yobe)[11].
- 11 janvier 2015 : Nigeria : Double attentat suicide sur le marché de Kasuwar Jagwal (téléphonie), Potiskum, État de Yobe, perpétré par deux jeunes femmes. 4 morts (plus les porteuses de bombes), une vingtaine de blessés. Probablement un attentat perpétré par Boko Haram[12].
- 16 janvier 2015 : Nigeria. attentat-suicide dans le nord, près du marché de Gombe, faisant au moins 5 morts plus le terroriste[13].
- 22 janvier 2015 : Somalie. Une voiture kamikaze explose à Mogadiscio, visant un hôtel situé près de la présidence somalienne, faisant plusieurs morts. L'explosion est intervenue à la veille d'une visite du président turc, alors que des membres de la délégation turque se trouvaient dans l'hôtel[14].
- 27 janvier 2015 : Libye : Une voiture piégée explose à Tripoli devant l'hôtel Corinthia, deux assaillants (de l'État Islamique) y pénètrent et se font exploser. 9 personnes sont tuées dont cinq étrangers. Le chef du gouvernement autoproclamé en Libye, Omar Al-Hassi, se trouvait à l'intérieur de l'hôtel au moment de l'attaque[15],[16].
- 29 janvier 2015 : Égypte : 30 morts dont 2 enfants dans une attaque djihadiste dans le Sinaï près de Gaza et à Al-Arich : des tirs de roquette et une voiture piégée sont lancés contre une base militaire et un quartier résidentiel[17].
- 30 janvier 2015 : Pakistan : Dans le sud du Pakistan, un attentat à la bombe tue 61 personnes dans une mosquée chiite. Il est revendiqué par le Joundallah, un groupuscule proche des talibans[18].
- 30 janvier 2015 : Irak : Plus d'une dizaine de civils tués et une trentaine blessés à Bagdad dans un double attentat à la voiture piégée[19].

### Février
- 1er février 2015 : Syrie : Un attentat contre un bus de pèlerins chiites fait au moins neuf morts et une vingtaine de blessés à Damas[20].
- 13 février 2015 : Pakistan. à Peshawar, une mosquée chiite est frappée par les talibans en pleine prière du vendredi. Il y a 19 morts.
- 14 février et 15 février 2015 : Danemark: Deux fusillades ont lieu à Copenhague : une première vise un débat sur l'islamisme (en présence notamment de l'ambassadeur de France au Danemark, François Zimeray et du caricaturiste suédois Lars Vilks) et tue une personne et blesse trois policiers ; une deuxième vise une synagogue et tue une personne et en blesse deux[21].
- 20 février 2015 : Libye. L'explosion de voitures piégées à Al-Qoba, dans l'est de la Libye, fait au moins 40 morts et 70 blessés[22].
- 20 février 2015 : Somalie. Un attentat vise l'établissement haut de gamme du Central Hotel ; il s'agit du plus meurtrier en Somalie depuis près de deux ans[23].
- 24 février 2015 : Nigeria. un double attentat-suicide perpétré dans une gare routière de Kano, la grande ville du nord du Nigeria, fait 34 morts[24],[25].
- 24 février 2015 : Irak. Un double attentat à la bombe fait au moins 22 morts et 43 blessés dans une banlieue de Bagdad[26].
- 25 février 2015 : Afghanistan. un attentat suicide des talibans visant des étrangers à bord d'un convoi diplomatique turc appartenant à la mission de l'Otan fait deux morts[27].
- 25 février 2015 : Égypte. Une personne tuée par l'explosion d'une bombe devant une pizzeria du Caire. Quatre autres attaques à la bombe y ont eu lieu[28].
- 26 février 2015 : Nigeria. Un kamikaze se fait exploser dans une gare routière de la localité de Biu, dans le nord-est du Nigeria ; un second est abattu[29].

### Mars
- 1er mars 2015 : Égypte. Une bombe explose à Assouan près d'un poste de police : 2 morts et 5 blessés[30].
- 3 mars 2015 : Égypte. Une bombe explose près de la Cour suprême du Caire : 2 morts et 9 blessés[31].
- 7 mars 2015 : Mali. Fusillade dans un bar de Bamako, nommé La Terrasse ; il y a 5 morts (dont deux étrangers) et 9 blessés[32].
- 15 mars 2015 : Pakistan. Un double attentat revendiqué par les talibans pakistanais fait au moins 14 morts et 70 blessés[réf. souhaitée].
- 18 mars 2015 : Tunisie. Une fusillade devant le parlement tunisien suivie d'une autre fusillade contre les bus touristiques et d'une prise d'otage dans le musée du Bardo causent la mort de 24 personnes, soit 22 victimes et 2 terroristes. L'EI revendique l'attaque.
- 20 mars 2015 : Yémen. Deux mosquées chiites sont prises pour cible à Sanaa, le bilan humain est très lourd : au moins 142 morts lors d'explosions à l'intérieur des mosquées[33].
- 27 mars 2015 : Somalie. Attentat de l'hôtel Makka al-Mukarama à Mogadiscio, il y aurait au moins une vingtaine de morts, dont un représentant gouvernemental.
- 31 mars 2015 : Turquie : Un commando le l’organisation terroriste d’extrême gauche DHKP-C, prend en otage un procureur avant de l’abattre, dans le palais de justice de Caglayan. Les 2 terroristes seront abattus par la Police lors de l’assaut[34].

### Avril
- 2 avril 2015 : Kenya. attaque de l'université de Garissa par un groupe de Chabab somaliens, faisant au moins 148 morts et 79 blessés, dont de nombreux élèves et des professeurs[35].
- 17 avril 2015 : Irak. 3 morts dans un attentat à la voiture piégée près du consulat américain d'Erbil, au Kurdistan irakien[36].
- 19 avril 2015 : France. Sid Ahmed Ghlam tue Aurélie Châtelain lors de la préparation d'un attentat à Villejuif.

### Mai
- 13 mai 2015 : Afghanistan. Au moins 14 morts lors de l'attaque d'un hôtel de Kaboul où séjournaient de nombreux étrangers par les talibans[37]
- 13 mai 2015 : Pakistan. 45 morts dans l'attaque d'un autobus visant la minorité chiite. L'EI revendique l'attaque[38].
- 16 mai 2015 : Nigéria. Attentat-suicide aux abords d'une gare routière au nord-est du Nigéria. Au moins 6 morts plus le porteur de bombe, une adolescente d'une douzaine d'années[39].
- 17 mai 2015 : Afghanistan. Attentat-suicide aux abords de l'aéroport de Kaboul, visant sans doute des membres de la Mission Européenne de Police[40].
- 19 mai 2015 : Nigeria. Huit personnes sont tuées après qu'un kamikaze s'est fait exploser devant un marché au bétail dans le nord-est du Nigeria.
- 22 mai 2015 : Arabie saoudite. Un attentat-suicide dans une mosquée chiite à Koudeih fait au moins 21 morts. L'EI revendique l'attaque
- 29 mai 2015 : Arabie saoudite. À Dammam, une bombe explose devant une mosquée chiite, causant la mort de 4 personnes. L'EI revendique l'attaque[41].
- 30 mai 2015 : Nigéria. Au moins 26 morts dans l'attentat d'une mosquée[42].

### Juin
- 1er juin 2015 : Irak. Au moins 37 personnes sont tuées dans un attentat-suicide contre une base de la police[43].
- 2 juin 2015 : Irak. Au moins 47 morts dans un attentat-suicide contre une base de la police à Bagdad. L'EI revendique l'attaque[44].
- 2 juin 2015 : Nigéria. Un attentat-suicide sur un marché de Maiduguri fait 13 morts et 24 blessés[45].
- 4 juin 2015 : Nigéria. 31 personnes sont tuées dans 2 attentats-suicides à Yola et Maiduguri, dans le nord-est du pays[46].
- 6 juin 2015 : Nigéria. L'attaque de Yola a eu lieu quelques heures seulement après un attentat-suicide présumé à un point de contrôle militaire près d'une caserne.
- 7 juin 2015 : Nigéria. 3 personnes sont tuées et quatre autres blessées dans un attentat suicide survenu près de l'autoroute.
- 9 juin 2015 : Irak. Au moins 9 membres des forces de sécurité irakiennes sont tués et plus de 15 autres blessés.
- 11 juin 2015 : Pakistan. Un kamikaze taliban tue 2 policiers blesse 6 autres personnes en tentant d'assassiner un commandant de police.
- 14 juin 2015 : Libye. Un attentat suicide fait au moins 3 morts samedi à Derna.
- 15 juin 2015 : Nigéria. 10 morts dans un double attentat-suicide à Potiskum, dans le nord-est du Nigeria.
- 17 juin 2015 : Tchad. Le bilan du double attentat suicide survenu à N'Djaména, capitale du Tchad, s'est élevé à 37 morts, y compris 4 kamikazes.
- 17 juin 2015 : États-Unis. Fusillade de l'église de Charleston. Un attentat contre une église de la communauté noire à Charleston (Caroline du Sud) fait 9 tués[47].
- 21 juin 2015 : Syrie. Une personne est tuée et trois autres blessées dans un attentat perpétré par un kamikaze dans la ville kurde de Qamichli.
- 22 juin 2015 : Afghanistan. Attentat suicide au Parlement afghan à Kaboul.
- 22 juin 2015 : Nigéria. Au moins 20 personnes ont été tuées dans un attentat-suicide mené par une kamikaze dans une gare routière de Maiduguri.
- 22 juin 2015 : Nigéria. Un double attentat-suicide fait au moins dix morts et de nombreux blessés, lundi 22 juin, dans un quartier très animé de Maiduguri.
- 24 juin 2015 : Somalie. 6 morts dans une attaque des Shabab visant un convoi des Émirats arabes unis[48].
- 26 juin 2015 : Koweït. Attentat à la bombe contre une mosquée chiite de Koweït City, tuant 27 personnes (au moins 227 blessés).
- 26 juin 2015 : Tunisie. Fusillade sur une plage et dans deux hôtels touristiques ; à Port El-Kantaoui, des touristes sont pris pour cible : 38 d'entre eux sont tués[49].
- 26 juin 2015 : France. Attentat de Saint-Quentin-Fallavier, 1 mort, 2 blessés.

### Juillet
- 10 juillet 2015 : Somalie. Attaque contre deux hôtels à Mogadiscio (au moins 3 morts + 3 assaillants)[50].
- 11 juillet 2015 : Égypte. Attentat à la bombe contre le consulat italien au Caire (1 mort et 9 blessés).
- 12 juillet 2015 : Afghanistan. Attentat-suicide à proximité d'une base militaire américaine qui fait au moins 25 morts parmi les civils[51].
- 12 juillet 2015 : Cameroun. Double attentat-suicide dans le nord du Cameroun, probablement perpétré par Boko Haram[52].
- 16 juillet 2015 : Nigéria. Une double explosion attribuée à Boko Haram fait au moins 49 morts et de 71 blessés sur un marché à Gombe, au nord-est du Nigéria[53].
- 16 juillet 2015 : États-Unis. Des tirs contre des militaires à Chattanooga, ayant coûté la vie à 5 d'entre eux étaient un acte terroriste[54].
- 18 juillet 2015 : Irak. Un attentat à la voiture piégée tue plus de 90 personnes et en blesse 120 à Khan Bani Saad, au nord de Bagdad, la veille de l'Aïd el-Fitr. L'EI revendique l'attaque[55].
- 20 juillet 2015 : Turquie. Un attentat-suicide tue 32 personnes et en blesse 100 à Suruç, une ville turque proche de la frontière syrienne. L'EI est soupçonné[56].
- 31 juillet 2015 : Palestine : Un groupe de terroriste juif incendie la maison d'une famille palestinienne tuant 3 membre de la famille et blessant grièvement une autre âgée de 4 ans.

### Août
- 6 août 2015 : Arabie saoudite. 15 morts (dont 12 policiers) et 9 blessés dans une mosquée établie dans une enceinte des forces de sécurité[57].
- 7 août 2015 : Afghanistan. Triple attentats attribués aux talibans dans une zone résidentielle, contre une école de police et proche de l'aéroport qui ont fait au moins 35 morts à Kaboul[58],[59].
- 7 août 2015 : Mali. Attaque/prise d'otage/libération sanglante dans un hôtel hébergeant du personnel de l'ONU, par des extrémistes islamistes. Bilan de 13 morts et 8 blessés.
- 11 août 2015 : Nigéria. Un attentat à la bombe attribué à Boko Haram sur un marché du Nord-est, au plus fort de l'affluence, fait au moins 47 morts et 52 blessés.
- 13 août 2015 : Irak. Une bombe placée dans un camion frigorifique fait 62 morts sur un marché de Bagdad situé en quartier chiite[60].
- 15 août 2015 : Irak. Attentat à la voiture piégée dans un quartier chiite de Bagdad, 11 morts[61].
- 17 août 2015 : Thaïlande. Attentat à Bangkok dans un quartier touristique, au moins 21 morts[62].
- 21 août 2015 : France. Attentat du train Thalys le 21 août 2015 déjoué par les passagers du train, 3 blessés.

### Septembre
- 3 septembre 2015 : Cameroun. Un double attentat attribué à Boko Haram à Kerawa tue 30 personnes[63].
- 11 septembre 2015 : Nigeria. Un double attentat à la bombe tue 7 personnes et en blesse 20 dans un camp de réfugiés du nord-est du Nigeria. L'attentat est attribué à Boko Haram[64].
- 13 septembre 2015 : Cameroun. Au moins sept personnes ont été tuées et une vingtaine blessées dans un double attentat-suicide à Kolofata, ville de la région de l’Extrême-Nord, régulièrement visée par les islamistes nigérians de Boko Haram[65].
- 14 septembre 2015 : Syrie. Un double attentat fait au moins 26 morts. L'EI revendique l'attaque[66].
- 20 septembre 2015 : Nigéria. Un attentat de Boko Haram tue 117 personnes à Maiduguri.

### Octobre
- 3 octobre 2015 : Irak. Une voiture piégée et deux kamikazes explosent dans une foule chiite à Bagdad, à proximité du mausolée chiite de Kazimyia, provoquant 24 morts et 61 blessés. Un troisième terroriste est abattu par la police. L'organisation État islamique revendique cette attaque[67].
- 5 octobre 2015 : Irak. Une autre série d'attentats à la voiture piégée est perpétrée en Irak. À Zoubeïr, localité proche de Bassora, une explosion se produit au milieu d'un rassemblement chiite au souk al-Hallaquine, tuant 10 personnes et en blessant 24 autres ; cet attentat est revendiqué par Daech. Le même jour, deux autres explosions de voitures piégées, non-revendiquées, ont lieu dans le nord de l'Irak. La première sur le marché de Khalès, au nord de Bagdad, tue 35 personnes et en blesse 74. La deuxième, à  Hosseiniyah, 20 kilomètres au nord de Bagdad, tue 5 personnes et en blesse 17[68].
- 5 octobre 2015 : Irak. Deux attentats à Bagdad et dans sa banlieue nord font au moins 40 morts et 101 blessés[69].
- 10 octobre 2015 : Turquie. Peu avant les élections législatives turques, au cours d'une manifestation pacifique appelant à la cessation des hostilités entre le gouvernement turc et le PKK, deux djihadistes kurdes affiliés à Daech commettent un attentat-suicide, provoquant la mort d'une centaine de civils turcs et kurdes et environ cinq-cents blessés.
- 11 octobre 2015 : Tchad. 37 morts dans un triple attentat attribué à Boko Haram[70].
- 11 octobre 2015 : Cameroun. Un double attentat suicide à Mora, attribué à Boko Haram, cause la mort de 9 personnes et en blesse 29[71].
- 11 octobre 2015 : Afghanistan. Un attentat-suicide suicide contre un convoi de forces étrangères cause 3 blessés[72].
- 16 octobre 2015 : Arabie saoudite. Attentat contre des chiites à Saihat. Un djihadiste du groupe État islamique tire sur des fidèles d'une salle de prière chiite, tuant 5 personnes et en blessant 9, avant d'être lui-même abattu par la police[73].
- 17 octobre 2015 : Allemagne. Henriette Reker, alors candidate CDU pour devenir maire de Cologne, est victime d'une tentative d'assassinat de la part d'un homme d'extrême-droite. Il la poignarde gravement, ainsi qu'une autre femme, et blesse 3 autres personnes. L'assaillant est arrêté par la police allemande, et avoue des motivations xénophobes[74]. Toutes les personnes blessées survivent, et Henriette Reker est élue maire de Cologne le lendemain, 18 octobre 2015.
- 22 octobre 2015 : Suède. Menée par un tueur solitaire d'extrême-droite, Anton Lundin Pettersson, agissant par motivations racistes, il attaque une école accueillant de nombreux élèves d'origine étrangère, tue à l'épée un élève et un enseignant, blesse quatre autres personnes (dont deux mortellement), avant d'être abattu quelques minutes plus tard par la police suédoise[75].
- 23/24 octobre 2015 : Nigeria. Trois attentats contre des mosquées de Yola et Maiduguri font au moins 113 morts et 196 de blessés[76].
- 26 octobre 2015 : Belgique. Un homme originaire de Namur attaque une base militaire belge avec une voiture-bélier. Aucun mort ni aucun blessé n'est à déplorer[77].
- 26 octobre 2015 : Arabie saoudite. Attentat-suicide contre une mosquée chiite de Najran. Le bilan est de 3 morts et 15 blessés. L'attentat n'a pas été revendiquée et son commanditaire n'a pas été identifié[78].
- 30 octobre 2015 : Turquie. les activistes syriens Ibrahim Abdelkader et Farès Hamadi, membre du groupe Raqqa est massacrée en silence, un groupe enquêtant sur les exactions de l'organisation État islamique à Raqqa, sont décapités sur le territoire turc par des membres du groupe terroriste[79].
- 31 octobre 2015 : Égypte. Un avion de ligne russe, le vol 9268 Metrojet explose au-dessus du Sinaï. Le bilan est de 224 victimes. L'EI revendique l'attaque.

### Novembre
- 4 novembre 2015 : Égypte. Une voiture piégée explose à El-Arich tuant 3 policiers. Il s'agit de la première attaque dans la région depuis le crash du vol 9268 Metrojet[80],[81].
- 9 novembre 2015 : Cameroun. Deux jeunes filles se font exploser à proximité d'une mosquée et d'un marché, tuant 5 personnes[82].
- 12 novembre 2015 : Liban. 43 personnes sont tuées et plus de 200 sont blessées dans un double attentat suicide dans la banlieue de Beyrouth, dans le quartier chiite de Burj El Barajneh. L'EI revendique l'attaque[83].
- 13 novembre 2015 : Deux civils tunisiens sont tués dans les montagnes de la province de Sidi Bouzid au début du mois de novembre, dont Mabrouk Soltani, un jeune berger de 16 ans, décapité l'après-midi du 13 novembre. Les meurtres n'ont pas été revendiqués, mais sont probablement liés à la "Phalange Okba Ibn Nafi", un groupe affilié à Al Qaida au Maghreb[84].
- 13 novembre 2015 : Colombie. Assassinat à Casanare, du leader paysan et défenseur des Droits de l'Homme, Daniel Abril Fuente, par des paramilitaires d'extrême-droite[85].
- 13 novembre 2015 : France. 130 morts et plus de 400 blessés dans plusieurs fusillades et attentats-suicides à Paris. Des djihadistes de l’État islamique commettent trois attentats-suicides aux abords du Stade de France lors d'un match France-Allemagne, tandis que des fusillades ont lieu dans les rues des Xe et XIe arrondissements de Paris, et qu'une prise d'otage meurtrière a lieu dans la salle de concert Bataclan lors d'une représentation du groupe Eagles of Death Metal. Sur les 9 terroristes, 6 meurent dans des attentats-suicide, 1 est tué par la police, et 2 parviennent à s'enfuir. C'est l'attentat le plus meurtrier en France depuis la Seconde Guerre mondiale. L'EI revendique les attaques[86].
- 13 novembre 2015 : Irak. À Bagdad, un kamikaze se fait sauter lors d'un enterrement chiite (17 morts 32 blessés)[87].
- 17 novembre 2015 : Nigeria. Un attentat à la bombe à la sortie de la mosquée de Yola provoque 37 morts[88].
- 18 novembre 2015 : Nigeria. Un double attentat-suicide de deux fillettes tue 15 personnes et en blesse 50 autres, sur un marché de Kano[89].
- 20 novembre 2015 : Mali. Une prise d'otages de 170 personnes dans l'hôtel Radisson Blu à Bamako. Des soldats maliens, américains et français encerclent et prennent d'assaut l'hôtel, et parviennent à délivrer des otages tout-au-long de la journée. Les terroristes sont abattus, sans perte chez les militaires, à l'exception de la mort d'un gendarme malien. Cependant, 27 victimes meurent durant l'opération. Les 3 employés de l'ONU, parmi les premiers délivrés, sont saufs. La majorité des morts étaient des étrangers[90], revendiqué par Al-Mourabitoune.
- 21 novembre 2015 : Cameroun. Une attaque suicide à Fotokol tue 8 personnes et en blesse 12[91].
- 21 novembre 2015 : Nigeria. Un attentat suicide attribué à Boko Haram  fait au moins 8 morts et 7 blessés à Maiduguri[92].
- 24 novembre 2015 : Égypte. 4 morts dans une attaque-suicide à l'hôtel Swiss Inn à El-Arich, ciblant les juges chargés de superviser les élections législatives. L'EI revendique l'attaque[93].
- 24 novembre 2015 : Libye. Une voiture piégée tue 6 personnes et en blesse 14 à un barrage routier[94].
- 24 novembre 2015 : Tunisie. Durant l'après-midi, un kamikaze, Houssem Abdelli, explose à bord d'un bus, qui roulait sur l'avenue Mohammed V, près de l'ancien siège du Rassemblement constitutionnel démocratique à Tunis. Le bilan humain se porte à 13 morts et 20 blessés. L'état d'urgence est alors déclaré ainsi qu'un couvre-feu dans le Grand Tunis. L'attentat est revendiqué le lendemain par Daech.
- 26 novembre 2015 : Bangladesh. Fusillade dans une mosquée chiite dans le nord du Bangladesh faisant 1 mort et 3 blessés. L'EI revendique l'attaque[95].
- 27 novembre 2015 : Nigeria. Un attentat suicide dans une procession chiite, dans le nord-est du pays fait au moins 22 morts. Boko Haram revendique l'attaque[96].
- 27 novembre 2015 : États-Unis. Robert Lewis Dear, un opposant à l'IVG, prend en otage 26 personnes dans le centre de planning familiale de Colorado Springs, dans l’État du Colorado. Il échange des tirs avec la police durant cinq heures, avant d'être arrêté. 3 personnes, dont 1 policier, meurent dans la fusillade, et 9 autres, dont 5 policiers, sont blessées[97]. Le président Barack Obama, le gouverneur démocrate du Colorado John Hickenlooper et le candidat aux primaires républicaines Mike Huckabee qualifient cet acte de « terrorisme intérieur », ce qui lance un débat sur l'utilisation du terme "terrorisme" aux États-Unis[98].
- 28 novembre 2015 : Mali. Un attentat à la roquette sur une base des Casques Bleus à Kidal fait 3 morts et 14 blessés[99].

### Décembre
- 2 décembre 2015 : États-Unis, un attentat dans un centre destiné à accueillir des personnes en situation de handicap à San Bernardino fait 16 morts et 23 blessés.
- 4 décembre 2015 : Égypte, Un attentat meurtrier au cocktail molotov dans une discothèque au Caire fait au moins 16 morts et 2 blessés[100].
- 5 décembre 2015 : Tchad, un triple attentat-suicide commis sur un marché à Loulou Fou, une île du lac Tchad, fait au moins 27 morts et presque 80 blessés[101].
- 8 décembre 2015 : Afghanistan, attentat perpétré par les Talibans contre un marché et une école dans un complexe aéroportuaire à Kandahar faisant 50 morts et 37 blessés.
- 13 décembre 2015 : Pakistan, 23 morts et plus de 30 blessés dans un attentat dans un bazar d'une zone chiite du nord-ouest du Pakistan[102].
- 19 décembre 2015 : Somalie, une voiture piégée a explosé à Mogadiscio, faisant 4 morts et 9 blessés[103].
- 23 décembre 2015 : Turquie : Une attaque au mortier contre l'aéroport Sabiha Gokcen d’Istanbul, a tué une femme et endommagé cinq avions. Les Faucons de la liberté du Kurdistan revendique l'attentat[104].
- 25 décembre 2015 : Nigeria, un attentat perpétré par le groupe Boko Haram dans un village du nord-est du Nigéria fait au moins 14 morts et plusieurs blessés[105].
- 30 décembre 2015 : Russie, une fusillade dans un centre touristique du Daghestan fait 1 mort et 11 blessés[106].